# Juri Grigorjewitsch Schatalow
Juri Grigorjewitsch Schatalow (russisch Юрий Григорьевич Шаталов; * 13. Juni 1945 in Omsk, Russische SFSR; † 20. März 2018) war ein sowjetischer Eishockeyspieler.

## Karriere
Während seiner sowjetischen Zeit spielte der Verteidiger bei Krylja Sowetow Moskau. Insgesamt erzielte er 32 Tore in 441 Spielen in der sowjetischen Liga. Bereits am 7. Dezember 1968 stand er in einem Spiel gegen Kanada zum ersten Mal für die Sbornaja auf dem Eis. Seine internationale Karriere wurde mit der Goldmedaille bei der Eishockey-Weltmeisterschaft 1974 gekrönt. Für die Nationalmannschaft erzielte er 3 Tore in 29 Länderspielen. Am 21. Dezember 1974 bestritt er sein letztes Länderspiel. 1973 wurde er mit der Aufnahme in die „Russische Hockey Hall of Fame“ geehrt.